# Gastón Javier
Pour les articles homonymes, voir Javier.
Gastón Emiliano Javier (né le 3 juillet 1993 à Salta) est un coureur cycliste argentin.

## Biographie
En 2014, Gastón Javier obtient sa première grande victoire en devenant champion d'Argentine sur route espoirs, dans sa ville natale de Salta. Au mois de novembre, il inscrit son nom au palmarès de la Vuelta de Lavalle, une compétition nationale où il devance ses compatriotes Mauricio Muller et Daniel Díaz.
En 2015, il est engagé par l'équipe continentale argentine Sindicato de Empleados Públicos de San Juan. En début d'année, il se classe 24e et meilleur coureur de sa formation au Tour de San Luis.
Pour sa seconde participation consécutive au Tour de San Luis en 2016, il parvient une nouvelle à se classer parmi les trente premiers au classement général (26e). Au Tour de Mendoza, il se distingue sur le sixième jour où, parfaitement emmené par son coéquipier Mauricio Muller, il s'impose sur la ligne d'arrivée de Maipú, devant ses deux autres compagnons d'échappée Alfredo Lucero et Mauricio Graziani. Il conclut cette même épreuve à la huitième place.
À l'automne 2017, il gagne le Gran Premio Ferretería, une course provinciale disputée à Quimilí. Peu de temps après, il remporte la dernière étape et le classement général de la Doble Macachín, devant quatre coéquipiers.
En janvier 2018, il est contrôlé positif aux stéroïdes anabolisants androgènes lors du Tour de San Juan. Son coéquipier Gonzalo Najar remporte à la surprise générale la course, mais est contrôlé positif à l'EPO CERA. Ces deux contrôles entraînent la suspension de leur équipe Sindicato de Empleados Públicos de San Juan.

## Palmarès
- 2014
  -  Champion d'Argentine sur route espoirs
  - Classement général de la Vuelta de Lavalle
- 2016
  - 6e étape du Tour de Mendoza
- 2017
  - Gran Premio Ferretería
  - Doble Macachín :
    - Classement général
    - 3e étape
- 2018
  - 4e étape du Tour de Mendoza
  - 1re étape du Tour de Chiloé
  - 2e du Tour de Chiloé

## Classements mondiaux
| Année            | 2016 |
| ---------------- | ---- |
| UCI America Tour | 596e |